# Концерт для скрипки с оркестром (Корнгольд)
Концерт для скрипки с оркестром ре мажор, соч. 35 ― произведение Эриха Вольфганга Корнгольда, завершённое им в 1945 году по просьбе скрипача Бронислава Губермана.

## История
Концерт посвящён Альме Малер, вдове композитора Густава Малера. Его премьера, состоявшаяся 15 февраля 1947 года в исполнении Яши Хейфеца и Сент-Луисского симфонического оркестра под управлением дирижёра Владимира Гольшмана, получила восторженные овации слушателей. 30 марта 1947 года Хейфец исполнил этот концерт в Карнеги-холле с Нью-Йоркским филармоническим оркестром под управлением Ефрема Курца. Композитор так охарактеризовал игру Хейфеца:
Несмотря на требование к виртуозности в финале, произведение с его многочисленными мелодическими и лирическими эпизодами предназначено скорее для Карузо, чем для Паганини. Нет нужды говорить, как я рад, что мой концерт исполняют Карузо и Паганини в одном лице: Яша Хейфец.
Хотя Корнгольду приписывали внедрение сложного музыкального языка в звуковые ландшафты голливудских фильмов (на создании музыки к ним композитор сосредоточился во время Второй мировой войны, чтобы прокормить себя и свою семью), в его работах также имел место «обратный процесс»: так, каждая часть концерта для скрипки с оркестром заимствует тематический материал из партитур, которые Корнгольд сочинил для кино.
По словам музыкального критика Михаэля Штейнберга, при создании концерта композитор «был полон решимости проявить себя произведением, в котором сочетались жизненная сила и превосходное мастерство».

## Структура
Концерт состоит из трёх частей:
1. Moderato nobile
2. Romance
3. Allegro assai vivace

Типичная продолжительность исполнения составляет 25 минут.

## Исполнительский состав
Концерт написан для скрипки соло, 2 флейт (+ пикколо), 2 гобоев (+ английский рожок), 2 кларнетов, бас-кларнета, 2 фаготов (+ контрафагот), 4 валторн, 2 труб, тромбона, арфы, струнных и ударных (литавры, бас-барабан, тарелки, гонг, оркестровые колокола, колокольчики, вибрафон, ксилофон и челеста).